# ナソ忘れ形見
『ナソ忘れ形見』 （ネパール語：नासो कथासंग्रह）はネパール人作家グルプラサッド・マイナリ（ネパール語：गुरूप्रसाद मैनाली）によって書かれた11編の社会短編小説集。

## 概要
表題作でもある「ナソ」はカトマンズで創刊（1935年）された月間文芸誌「サーラダ」（ネパール語：शारदा）第4号に発表されたネパールの近代短編小説（カター）の第1号である。

「ナソ」はネパール語で「人に預けてある品物」を意味し、作品の中では「忘れ形見」を意味する。

## 収録作品[4]
- ナソ（नासो）
- ご近所（छिमेकी）
- つぐない（अभागी）
- 罪の報い（कर्तव्य）
- さよなら（चित्ताको ज्वाला）
- 干し草の火（शहीद）
- 幸い薄き人生（बिदा）
- 殉国者（प्रायश्चित）
- つとめ（प्रत्यागमन）
- 里帰り（पापको परिणाम）
- 火葬台の焔（परालको आगो）